# Nicolae Grigorescu
Nicolae Grigorescu (15. května 1838 Potlogi - 21. července 1907 Câmpina) byl rumunský malíř, jeden ze zakladatelů moderního rumunského malířství. Jako mnoho jiných rumunských umělců se prosadil ve Francii, kde přináležel k tzv. barbizonské škole, jež představovala přechod od romantismu k realismu.

## Život

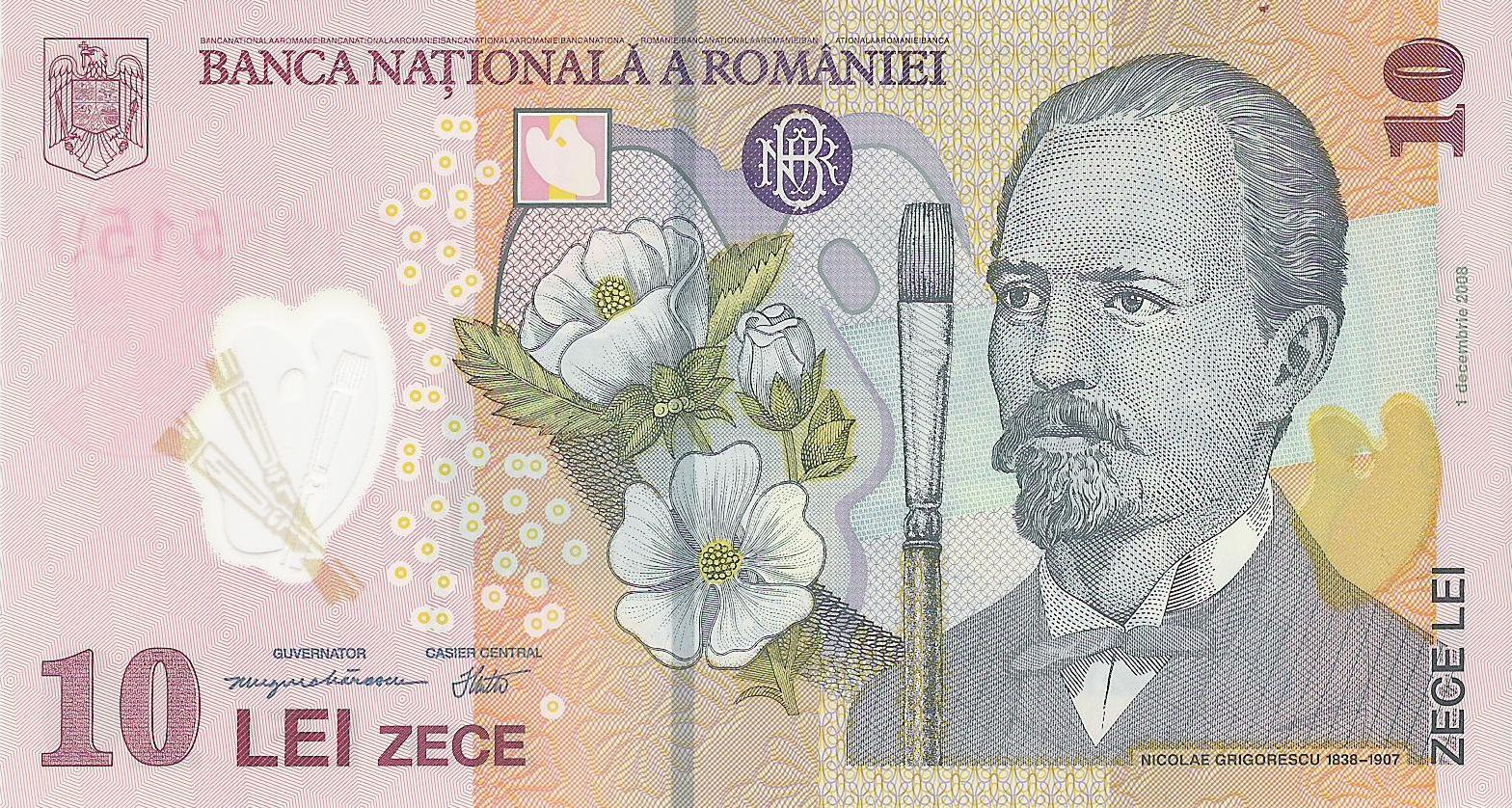
Nicolae Grigorescu na bankovce 10 leu

Narodil se ve Valašsku (jih dnešního Rumunska). V roce 1843 se jeho rodina přestěhovala do Bukurešti. Již v osmi letech se šel učit do malířské dílny českého malíře Antona Chládka. Již jako mladý vytvořil rovněž ikony pro kostel v Băicoi a klášter Căldăruşani. V roce 1856 namaloval obraz Mihai scăpând stindardul (Michal Chrabrý zachraňující vlajku), který představil valašskému knížeti Barbu Dimitrie Știrbeiovi, spolu s žádostí o finanční pomoc. V letech 1856 až 1857 vymaloval kostel kláštera Zamfira v župě Prahova a v roce 1861 kostel kláštera Agapia. S pomocí politika a budoucího premiéra Mihaila Kogălniceanua získal stipendium na studium ve Francii. Na podzim roku 1861 tak odešel Grigorescu do Paříže, kde studoval na École des Beaux-Arts. Brzy však školu opustil a přitahován uměleckými koncepty tzv. barbizonské školy odešel z Paříže do Barbizonu poblíž Fontainebleau, kde se stal spolupracovníkem umělců jako Jean-François Millet, Camille Corot, Gustave Courbet nebo Théodore Rousseau. Pod vlivem tohoto uměleckého hnutí hledal Grigorescu nové výrazové prostředky a začal malovat zejména v plenéru, jak barbizonisté vyžadovali. Na Světové výstavě v Paříži roku 1867 prezentoval sedm svých děl. V pařížském Salonu roku 1868 vystavoval s úspěchem svůj obraz Tânără ţigancă (Mladá cikánka). Několikrát se vrátil do Rumunska a od roku 1870 se účastnil výstav pořádaných rumunskou Společností přátel krásných umění. V letech 1873 až 1874 cestoval po Itálii, Řecku a Rakousku. V roce 1877 byl povolán, aby doprovázel rumunskou armádu jako „malíř v první linii“ v rumunské válce za nezávislost (proti Osmanům). Během bitev u Grivici a Orjachova vytvořil náčrtky, které později použil při vytváření děl ve větším měřítku. V roce 1889 byla jeho práce uvedena na Světové výstavě v Paříži a v rumunském Atheneu. Vrcholné výstavy měl v rumunském Atheneu v letech 1891, 1895, 1897, 1902 a 1905. V letech 1879 až 1890 pracoval znovu ve Francii, zejména v Bretani, nebo ve svém ateliéru v Paříži. V roce 1890 se usadil v rumunské Câmpině a začal malovat pastorální témata, zejména portréty rolnických dívek, obrázky volských vozů na prašných venkovských silnicích apod. V roce 1899 byl jmenován čestným členem Rumunské akademie. V okamžiku své smrti pracoval na obraze Întoarcerea de la bâlci (Návrat z veletrhu).